# 本城靖久
本城 靖久（ほんじょう のぶひさ、1936年10月19日- ）は、日本の旅行学研究者。大学教員も務めた。
母・本城はつは、人見絹枝らと第3回国際女子競技大会に出場した陸上選手だった。甥は写真家の本城直季。

## 来歴
京都市生まれ。京都大学法学部卒業。自治省に入省。1967年から1971年まで、フランスに留学、パリ国際行政学院アジア部卒。国連職員としてセネガル、ケニアで勤務。
1983年に『グランド・ツアー』でサントリー学芸賞受賞。同作は漫画化（石ノ森章太郎作画・仲倉重郎脚本『グランド・ツアー　英国式大修学旅行』中央公論社〈中公コミック〉、1997年）もされた。

## 著書
- 『西アフリカ』駸々堂出版「ユニコンカラー双書」, 1972
- 『優雅な貧乏旅行のすすめ ヨーロッパ篇』ジャパンタイムズ, 1972
- 『草原とタムタムの旅 西アフリカを独りゆく』ジャパン・タイムス, 1975
- 『タダでも行けるヨーロッパ 若者のためのナウなガイド』三修社〈コロンブックス〉, 1976
- 『セネガルの三年 西アフリカー“ルーツ"のふるさと周辺』実業之日本社, 1977
  - 『セネガルのお雇い日本人』中公文庫, 1983
- 『グランド・ツアー 良き時代の良き旅』中公新書, 1983
  - 『グランド・ツアー　英国貴族の放蕩修学旅行』中公文庫, 1994
- 『海外ひとり旅』講談社現代新書, 1984、増訂版1992
- 『十八世紀 パリの明暗』新潮選書, 1985
- 『紀行フランス革命200年』新潮社〈とんぼの本〉, 1989。解説、渡部雄吉写真
- 『馬車の文化史』講談社現代新書, 1993
- 『トーマス・クックの旅 近代ツーリズムの誕生』講談社現代新書, 1996
- 『ちょっと知的な体験的海外紀行』山海堂, 1999

### 翻訳
- リュウ・ディーツ『あざらしのアンドレくん』講談社, 1986
- アレン・ポルマー『沈められた野望』講談社文庫 上下, 1989
- パトリック・ムトン『スターリンの金塊 海底からの奪還』関邦博共訳、丸善ライブラリー, 1993